# Robert Herba
Robert Herba (ur. 29 sierpnia 1961) – inżynier, absolwent Politechniki Śląskiej, były kierowca rajdowy, aktor i kaskader.

## Kariera sportowa
Karierę kierowcy rajdowego rozpoczynał w Rajdzie Zimowym w 1986 roku na Fiacie 126p. Tam okazał się szybszy od kierowców fabrycznego zespołu FSM, i w 1987 został zaangażowany w tym zespole, gdzie jeździł trzy sezony.
W roku 1990 startował Fiatem 125p oraz Ładą Samarą. W 1991 osiągnął swój pierwszy sukces – na Oplu Kadecie zdobył tytuł mistrza Polski w klasie N-03.
W latach 1992–1993 startował Nissanem Sunny GTiR, zdobywając tytuł mistrza Polski w grupie N. Rok później również startował Nissanem Sunny, ale w klasie A-8, gdzie zajął 3. miejsce. W roku 1995 startował Mitsubishi Lancerem, ponownie zdobywając tytuł mistrza Polski gr. N. W roku 1996 startował Toyotą Celiką Turbo 4WD, zdobywając tytuł wicemistrza Polski. Tym samym samochodem startował na początku sezonu 1997, później jednak przeniósł się na Mitsubishi Lancera Evo III. Wtedy też miał najcięższy wypadek w swych rajdowych startach. Podczas ostatniego oesu Rajdu Elmot prowadzona przez niego Toyota Celica uderzyła w drzewo i po pięciokrotnym koziołkowaniu wpadła na dachu na metę odcinka; rekonwalescencja trwała trzy miesiące, a Herba miał problemy z kręgosłupem, żebrami i drętwiejącą lewą częścią ciała.
Na Mitsubishi Carismie GT w 1998 zdobył tytuł wicemistrza Polski w grupie N. W roku 1999 ponownie startował Lancerem, tym razem w specyfikacji Evo V i Evo VI – zdobył wtedy, po raz czwarty, tytuł mistrza Polski w grupie N oraz szóste miejsce w klasyfikacji generalnej. W roku 2000 przesiadł się na Seata Cordobę WRC, zdobywając tytuł drugiego wicemistrza Polski w klasyfikacji generalnej. W roku 2001 startował Mitsubishi Lancerem Evo VI, ale był to bardzo nieudany sezon – dojechał do mety jedynie w jednym na 5 rajdów. W sezonie 2002 wystartował jedynie w Rajdzie Polski. Po 2002 roku wycofał się z rajdów.

## Piloci
Jego pilotami byli Jacek Jędracki, Andrzej Terej, Jakub Mroczkowski, Artur Skorupa, Andrzej Górski, Dariusz Burkat i Jacek Rathe.

## Kariera aktorska
Robert Herba grał w Młodych wilkach i obu seriach Ekstradycji. Był również konsultantem ds. ewolucji samochodowych w Prawie ojca i Miasteczku oraz kaskaderem.